# كوباميلو كوديسانغ
كوباميلو كوديسانغ (بالإنجليزية: Kobamelo Kodisang)‏ (28 أغسطس 1999 - ) هو لاعب كرة قدم جنوب أفريقي في مركز الوسط.

## وصلات خارجية
- كوباميلو كوديسانغ على موقع الاتحاد الدولي (مؤرشف)  (الإنجليزية)
- كوباميلو كوديسانغ على موقع إي إس بي إن إف سي (الإنجليزية)
- كوباميلو كوديسانغ على موقع قاعدة بيانات كرة القدم.إي يو (الإنجليزية)
- كوباميلو كوديسانغ على موقع ناشيونال فوتبول تيمز (الإنجليزية)
- كوباميلو كوديسانغ على موقع Soccerway.com (الإنجليزية)
- كوباميلو كوديسانغ على موقع أوليمبيديا (الإنجليزية)